# Národní park Chof ha-Šaron
Národní park Chof ha-Šaron (hebrejsky הגן הלאומי חוף השרון‎, ha-gan ha-le'umi Chof ha-Šaron, doslova „národní park Pobřeží Šaronu”) se nachází v centrálním Izraeli, mezi původní průmyslovou zónou Herzlija a vesnicí Arsuf. Na západě je ohraničen Středozemním mořem, na východě pak částí obce Rišpon Arsuf Kedem. Území je tvořeno asi 50 metrů vysokým pískovcovým hřebenem, který vystupuje nad hladinu moře oddělenou asi 20 metrů širokou pláží. Na ostrožně se pak nachází písečné duny, pokryté středomořskou vegetací trnitých keřů a suchomilných rostlin (makchie). K význačnějším rostlinám patří mateřídouškovec vonný (Coridothymus capitatus), starčkovec přímořský (Otanthus maritimus), pelyněk Artemisia monosperma, retama (Retama raetam), a zvláště místní endemity Iris atropurpurea a Rumex rothschildianum. Z živočichů by se zde měla vyskytovat gazela obecná (Gazella gazella) a kareta obrovská (Chelonia mydas).